# Australian Associated Press
Australian Associated Press (AAP) – australijska agencja informacyjna.

## Charakterystyka
Agencję w 1935 roku założył Keith Murdoch, ojciec magnata prasowego Ruperta Murdocha.
APP specjalizuje się w depeszach, ale rozpowszechnia również dane ekonomiczne, treści lifestylowe, prognozy społeczno-polityczne, opinie, fotografie i materiały wideo. W ciągu osiemdziesięciu pięciu lat działalności miała ponad 75 korespondentów zagranicznych, między innymi w Nowej Zelandii, Papui-Nowej Gwinei, Indonezji, Stanach Zjednoczonych, Wielkiej Brytanii i w krajach afrykańskich. Zatrudnia 170 dziennikarzy we wszystkich stanach i terytoriach Australii. Treści tworzone przez dziennikarzy APP są publikowane w ponad 200 mediach na całym świecie i wykorzystywane przez kilka agencji o zasięgu światowym – między innymi Associated Press i Agence France Press. Z treści ekonomicznych agencji korzysta również Yahoo Finance.
Na początku marca 2020 roku władze APP ogłosiły zamknięcie firmy z dniem 26 czerwca 2020 roku.
Redaktorem naczelnym Australian Associated Press jest Tony Gillies.

## New Zealand Newswire
W 2011 roku APP stworzyła agencję informacyjną New Zealand Newswire z redakcjami w Auckland, Wellington i Christchurch. Łącznie pracowało w niej 14 dziennikarzy. Po kilku latach, w 2017 roku zlikwidowano jej dział odpowiedzialny za materiały wideo, a całą nowozelandzką agencję zamknięto rok później. Sama APP pozostawiła na miejscu dwóch dziennikarzy.

## Fact-checking
Australian Associated Press posiada dział weryfikacji informacji rozpowszechnianych w mediach społecznościowych. W 2019 roku przedsiębiorstwo podpisało umowy z Facebookiem i Google dotyczące usuwania informacji na temat szczególnie wrażliwych kwestii społeczno-politycznych zweryfikowanych jako nieprawdziwe i publikowane w złej wierze. Dział weryfikacji danych w mediach społecznościowych APP zrzeszony jest w Międzynarodowej Sieci Organizacji Fact-Checkingowych (IFCN), stowarzyszenia mediów z całego świata, które powstało z inicjatywy organizacji pozarządowej i szkoły dziennikarstwa Poynter Institute z St. Petersburga w USA. Złożony z pięciu dziennikarzy dział fact-checkingu APP jest jednym z dwóch badających fake newsy z obszaru Australii i Oceanii. Obok APP weryfikacją danych zajmuje się dwóch dziennikarzy AFP.

## Struktura własnościowa
APP należy do czterech organizacji: Nine Entertainment Corporation (44,74% udziałów), News Corporation Australia (44,74%), West Australian Newspapers Limited (8,25%) i Harris Enterprises Pty Limited.